# Vladimir Cosma
Vladimir Cosma (Boekarest, 13 april 1940) is een Frans componist, dirigent en violist van Roemeense afkomst die sinds 1963 actief is in Frankrijk en vooral bekend is dankzij zijn filmmuziek.
Zijn eerste volwaardige opdracht voor filmmuziek kreeg hij in 1968 van Yves Robert voor diens succesrijke komedie Alexandre le bienheureux. Hij kreeg wereldfaam met de muziek voor Le Grand Blond avec une chaussure noire (1973), eveneens van Yves Robert, geïnspireerd op de muziek van zijn geboorteland en gespeeld op pansfluit door Gheorghe Zamfir. 
Naast zijn werk voor Yves Robert (muziek van 13 films) werkte hij heel dikwijls samen met Jean-Pierre Mocky (24 films), Claude Zidi (10 films), Francis Veber (7 films), Claude Pinoteau (7 films), Gérard Oury (6 films) en Edouard Molinaro (5 films).
Een van zijn composities, 'Hot dog', van de soundtrack van de film Banzaï, is in Nederland bekend als achtergrondmuziek in het televisieprogramma Eigen Huis & Tuin. Ook schreef hij het instrumentale "David's Song", dat door The Kelly Family van een tekst werd voorzien. Zij scoorden hiermee een hit in Nederland en Vlaanderen. In 1984 schreef hij muziek voor de miniserie Mistral's Daughter, inclusief het thema "Only Love" van Nana Mouskouri.
Vladimir Cosma mag niet worden verward met Joseph Kosma, een andere bekende Franse filmcomponist.  

## Filmografie (selectie)
- 1968 - Alexandre le bienheureux (Yves Robert)
- 1969 - Clérambard (Yves Robert)
- 1970 - Le Distrait (Pierre Richard)
- 1971 - Les Malheurs d'Alfred (Pierre Richard)
- 1972 - Le Grand Blond avec une chaussure noire (Yves Robert)
- 1973 - Pleure pas la bouche pleine (Pascal Thomas)
- 1973 - Salut l'artiste (Yves Robert)
- 1973 - La Raison du plus fou (François Reichenbach)
- 1973 - Les Aventures de Rabbi Jacob (Gérard Oury)
- 1974 - Le Chaud Lapin (Pascal Thomas)
- 1974 - La moutarde me monte au nez (Claude Zidi)
- 1974 - Le Retour du grand blond (Yves Robert)
- 1975 - Dupont Lajoie (Yves Boisset)
- 1975 - La Course à l'échalote (Claude Zidi)
- 1975 - Catherine et Cie (Michel Boisrond)
- 1975 - Le Faux-cul (Roger Hanin)
- 1975 - Le Téléphone rose (Edouard Molinaro)
- 1976 - Les Œufs brouillés (Joël Santoni)
- 1976 - Le Jouet (Francis Veber)
- 1976 - Un éléphant ça trompe énormément (Yves Robert)
- 1976 - Dracula père et fils (Edouard Molinaro)
- 1976 - L'Aile ou la Cuisse (Claude Zidi)
- 1976 - À chacun son enfer (André Cayatte)
- 1977 - Nous irons tous au paradis (Yves Robert)
- 1977 - L'Animal (Claude Zidi)
- 1977 - Vous n'aurez pas l'Alsace et la Lorraine  (Coluche en Marc Monnet)
- 1978 - La Zizanie (Claude Zidi)
- 1978 - La Raison d'État (André Cayatte)
- 1978 - Je suis timide mais je me soigne (Pierre Richard)
- 1978 - Cause toujours... tu m'intéresses ! (Edouard Molinaro)
- 1978 - Confidences pour confidences (Pascal Thomas)
- 1979 - La Dérobade (Daniel Duval)
- 1979 - Courage fuyons (Yves Robert)
- 1979 - C'est pas moi, c'est lui (Pierre Richard)
- 1980 - Inspecteur la Bavure (Claude Zidi)
- 1980 - Diva (Jean-Jacques Beineix)
- 1980 - La Boum (Claude Pinoteau)
- 1980 - Le Coup du parapluie (Gérard Oury)
- 1980 - Laat de dokter maar schuiven (Nikolai van der Heyde)
- 1981 - Les Sous-doués en vacances (Claude Zidi)
- 1981 - Une affaire d'hommes (Nicolas Ribowski)
- 1981 - La Chèvre (Francis Veber)
- 1981 - Pourquoi pas nous (Michel Berny)
- 1981 - L'Année prochaine... si tout va bien (Jean-Loup Hubert)
- 1982 - Le père Noël est une ordure (Jean-Marie Poiré)
- 1982 - La Boum 2 (Claude Pinoteau)
- 1982 - L'As des as (Gérard Oury)
- 1983 - Le Bal (Ettore Scola)
- 1983 - Le Prix du danger (Yves Boisset)
- 1983 - Banzaï (Claude Zidi)
- 1983 - Les Compères (Francis Veber)
- 1983 - P'tit Con (Gérard Lauzier)
- 1984 - La Septième Cible (Claude Pinoteau)
- 1984 - Just the Way You Are (Edouard Molinaro)
- 1984 - Le Jumeau (Yves Robert)
- 1985 - Les Rois du gag (Claude Zidi)
- 1986 - Les Fugitifs (Francis Veber)
- 1986 - Lévy et Goliath (Gérard Oury)
- 1988 - L'Étudiante (Claude Pinoteau)
- 1988 - La Vouivre (Georges Wilson)
- 1989 - Il gèle en enfer (Jean-Pierre Mocky)
- 1990 - La Gloire de mon père (Yves Robert)
- 1990 - Le Château de ma mère (Yves Robert)
- 1991 - La Neige et le Feu (Claude Pinoteau)
- 1991 - La Totale ! (Claude Zidi)
- 1992 - Ville à vendre (Jean-Pierre Mocky)
- 1992 - Le Souper (Edouard Molinaro)
- 1992 - Le Bal des casse-pieds (Yves Robert)
- 1993 - Le Mari de Léon (Jean-Pierre Mocky)
- 1993 - La Soif de l'or (Gérard Oury)
- 1994 - Montparnasse-Pondichéry (Yves Robert)
- 1994 - Bonsoir (Jean-Pierre Mocky)
- 1994 - Cache cash (Claude Pinoteau)
- 1996 - Le Jaguar (Francis Veber)
- 1996 - Le Plus Beau Métier du monde (Gérard Lauzier)
- 1996 - Les Palmes de monsieur Schutz (Claude Pinoteau)
- 1997 - Soleil (Roger Hanin)
- 1998 - Le Dîner de cons (Francis Veber)
- 1999 - Le Schpountz (Gérard Oury)
- 2001 - Le Placard (Francis Veber)
- 2003 - Le Furet (Jean-Pierre Mocky)
- 2004 - Touristes, oh yes ! (Jean-Pierre Mocky)
- 2005 - Grabuge ! (Jean-Pierre Mocky)
- 2005 - Les Ballets écarlates (Jean-Pierre Mocky)
- 2005 - Le Bénévole (Jean-Pierre Mocky)
- 2006 - Le Deal (Jean-Pierre Mocky)
- 2007 - 13 French Street (Jean-Pierre Mocky)
- 2011 - Les Insomniaques (Jean-Pierre Mocky)
- 2011 - Crédit pour tous (Jean-Pierre Mocky)
- 2011 - Le Dossier Toroto (Jean-Pierre Mocky)
- 2012 - Le Mentor (Jean-Pierre Mocky)
- 2012 - À votre bon cœur, mesdames (Jean-Pierre Mocky)
- 2013 - Dors mon lapin (Jean-Pierre Mocky)
- 2013 - Le Renard jaune (Jean-Pierre Mocky)
- 2014 - Le Mystère des jonquilles (Jean-Pierre Mocky)
- 2014 - Calomnies (Jean-Pierre Mocky)
- 2015 - Tu es si jolie ce soir (Jean-Pierre Mocky)
- 2015 - Les Compagnons de la pomponette (Jean-Pierre Mocky)
- 2015 - Les Temps de Porte Plumes
- 2015 - Monsieur Cauchemar (Jean-Pierre Mocky)
- 2016 - Le Cabanon rose (Jean-Pierre Mocky)

## Prijzen
- 1982: Diva: César voor beste filmmuziek
- 1984: Le Bal: César voor beste filmmuziek

- Bibsys: 2104319
- Biblioteca Nacional de España: XX879797
- Bibliothèque nationale de France: cb13892767h (data)
- Catàleg d'autoritats de noms i títols de Catalunya: 981058507589906706
- CiNii: DA13374965
- Gemeinsame Normdatei: 132830477
- International Standard Name Identifier: 0000 0001 2095 511X
- Library of Congress Control Number: n86002072
- Nationale Bibliotheek van Letland: 000114345
- MusicBrainz: 5dfa70d0-d170-4b5d-a901-e6c2edc96dd1
- Nationale Bibliotheek van Tsjechië: xx0153237
- Nationale bibliotheek van Australië: 36025120
- Nationale Bibliotheek van Israël: 987007352432505171
- Nationale en Universitaire bibliotheek Zagreb: 000603157
- Nederlandse Thesaurus van Auteursnamen: 070258376
- Réseau des bibliothèques de Suisse occidentale: 02-A003137626
- SNAC: w6t72n09
- Système universitaire de documentation: 082333335
- Virtual International Authority File: 6105496
- WorldCat: E39PBJtcFcQpKHXjwYv9d3Tyh3